# Grancia
Grancia (lmo. Grànscia) – miejscowość i gmina w południowej Szwajcarii, w kantonie Ticino, w okręgu (distretto) Lugano, w powiecie (circolo) Paradiso.

## Demografia
W Grancii mieszka 479 osób. W 2021 roku 33,2% populacji gminy stanowiły osoby urodzone poza Szwajcarią. 

## Transport
Przez teren gminy przebiegają autostrada A2 oraz droga główna nr 404.